# جانسون ان. کمدن
جانسون ان. کمدن (به انگلیسی: Johnson Newlon Camden) سناتور سابق عضو حزب دموکرات ایالات متحده آمریکا بود. وی در سال ۱۸۸۱ تا ۱۸۸۷ و ۱۸۹۳ تا ۱۸۹۵ میلادی سناتور ایالت ویرجینیای غربی در سنای ایالات متحده آمریکا بود.